# Solar Team Eindhoven
Het Solar Team Eindhoven is een team van de Technische Universiteit Eindhoven dat sinds 2013 deelneemt aan de tweejaarlijkse World Solar Challenge voor zonneauto's. Het team wordt gesponsord door diverse bedrijven die werkzaam zijn in onder andere energievoorziening en technologie, waaronder Eneco, NXP en Ericsson. De auto wordt door de deelnemers van het team ontworpen, gebouwd en getest.
Het team doet mee in de in 2013 geïntroduceerde "Cruiser-klasse", waarin niet de snelheid centraal staat, maar de praktische bruikbaarheid en het comfort. Een van de factoren die meetelt in het eindresultaat is het aantal personen vermenigvuldigd met het aantal kilometers die zij met de auto hebben afgelegd. De auto's waarmee het team deelneemt aan de World Solar Challenge zijn geschikt voor het vervoer van meerdere personen. De Stella Vie waarmee in 2017 de World Solar Challenge werd gewonnen is de eerste zonneauto ter wereld die plaats biedt aan vijf personen (inclusief de bestuurder).

## Resultaten
Van 2013 t/m 2019 eindigde het Solar Team Eindhoven op de eerste plaats in het klassement.
| Jaar                       | Plaats | Wagen      | Score° |
| -------------------------- | ------ | ---------- | ------ |
| World Solar Challenge 2013 | 1      | Stella     | 97,5%  |
| World Solar Challenge 2015 | 1      | Stella Lux | 97,27% |
| World Solar Challenge 2017 | 1      | Stella Vie | 100%   |
| World Solar Challenge 2019 | 1      | Stella Era | 104    |

## Galerij

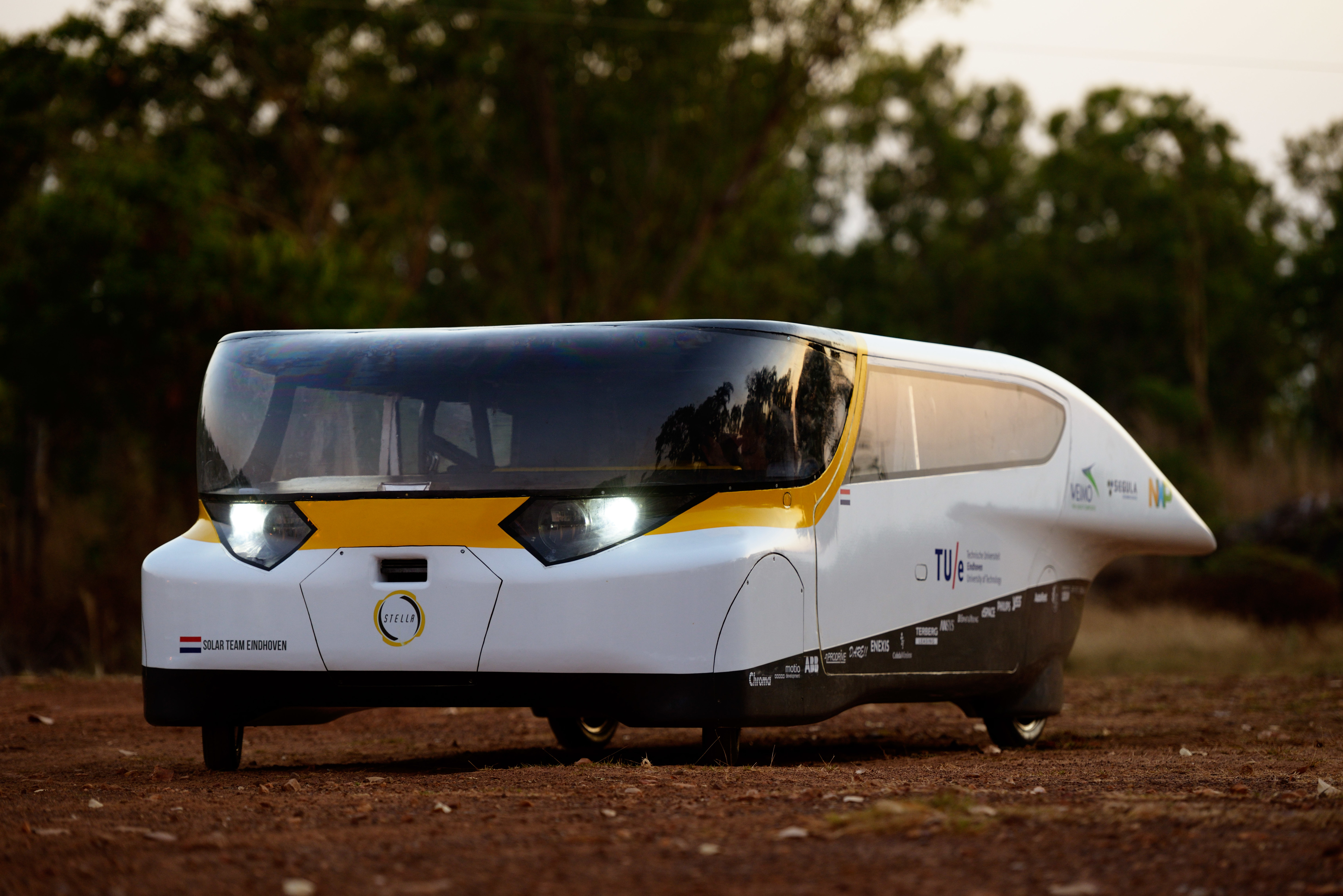
Stella tijdens de BWSC in 2013
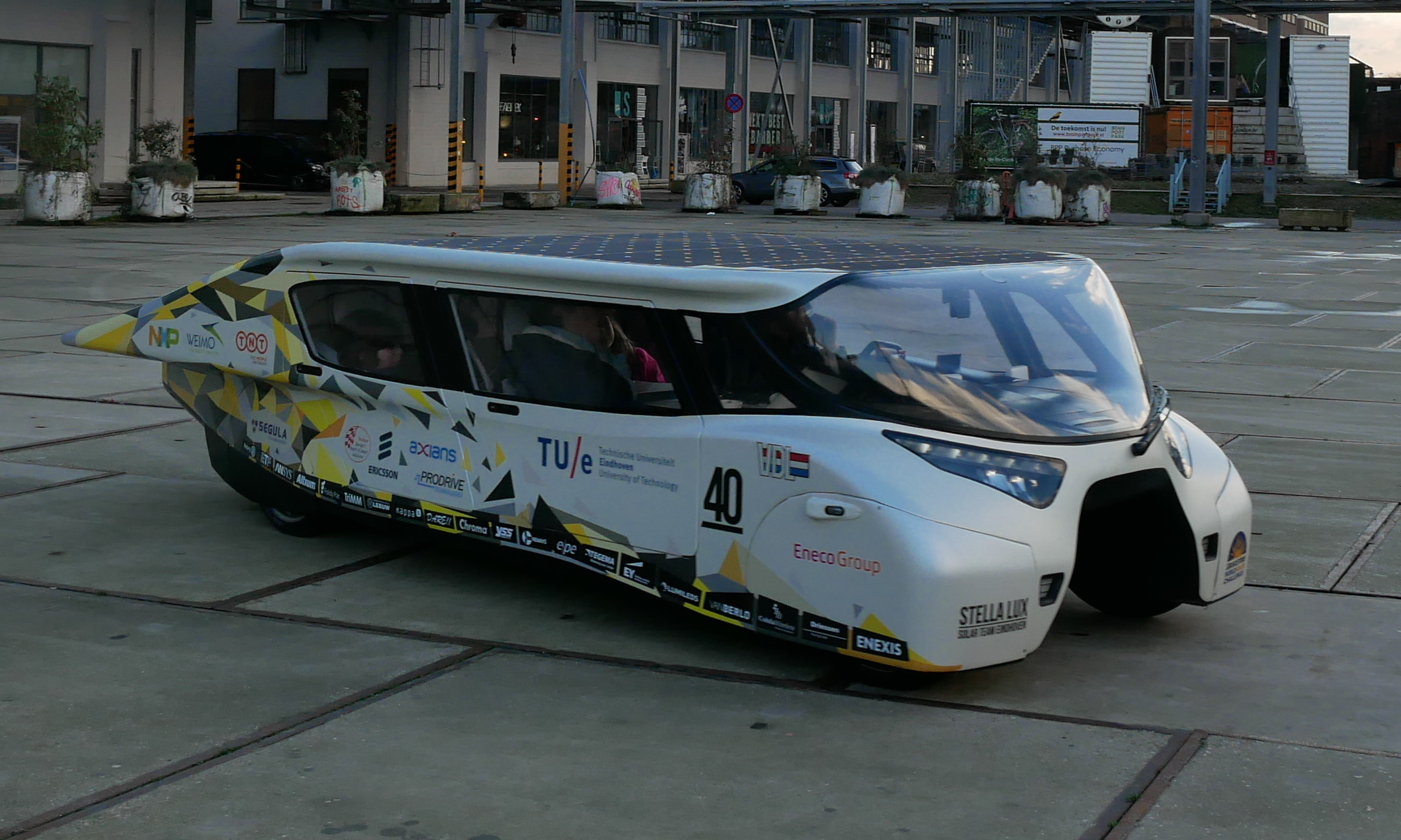
Stella Lux op Strijp-S in 2015
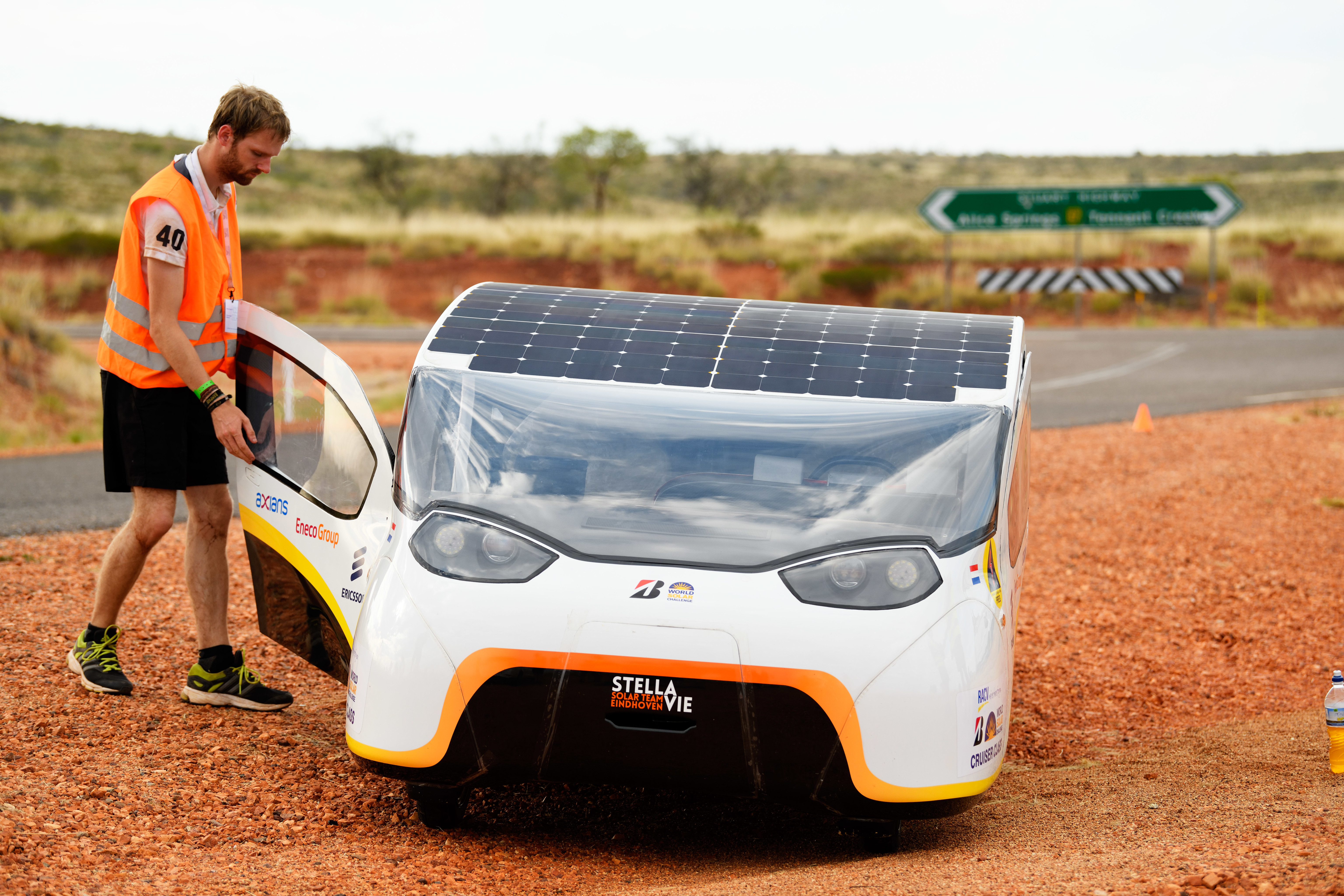
Stella Vie tijdens de BWSC in 2017
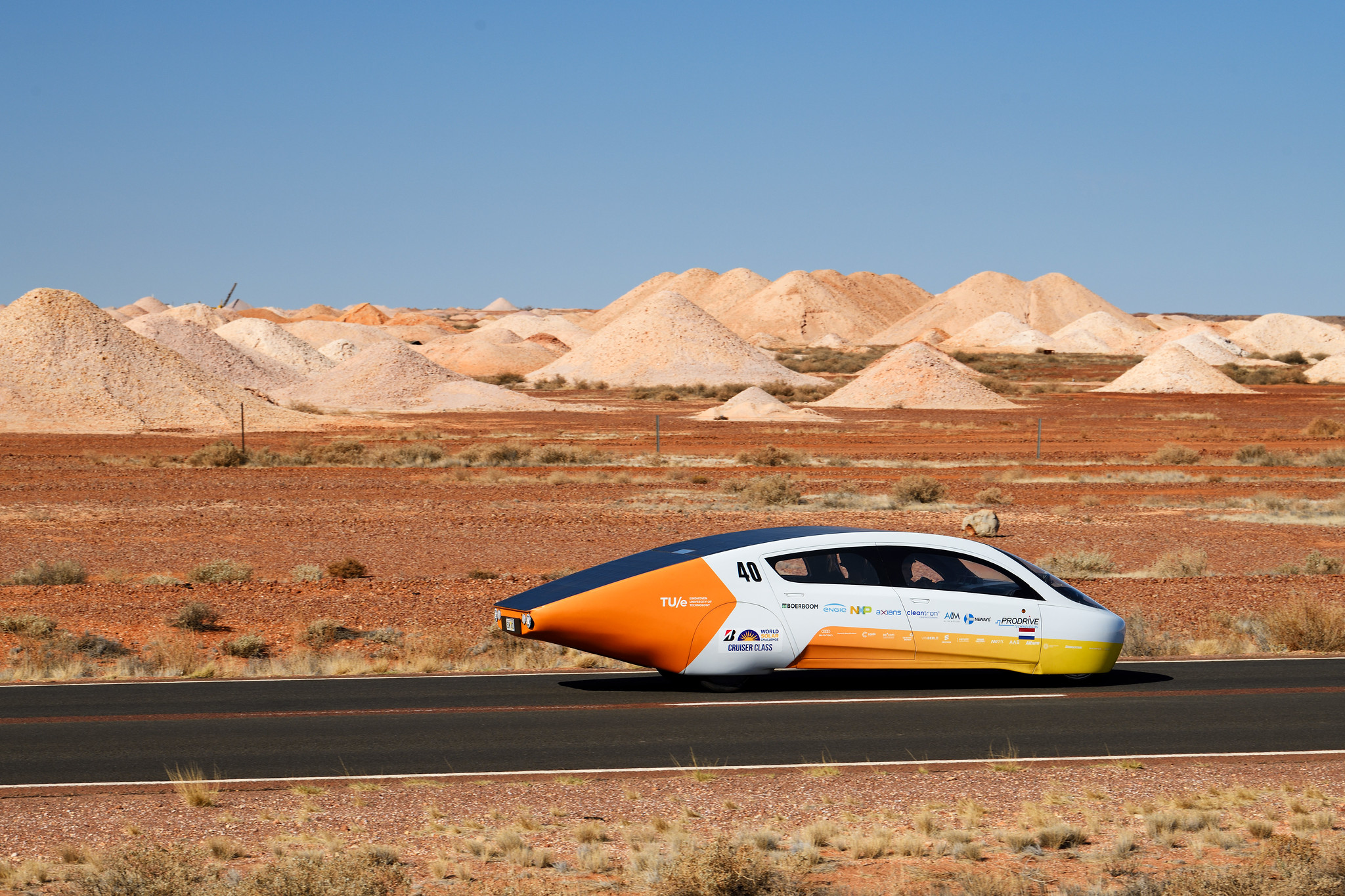
Stella Era tijdens de BWSC in 2019
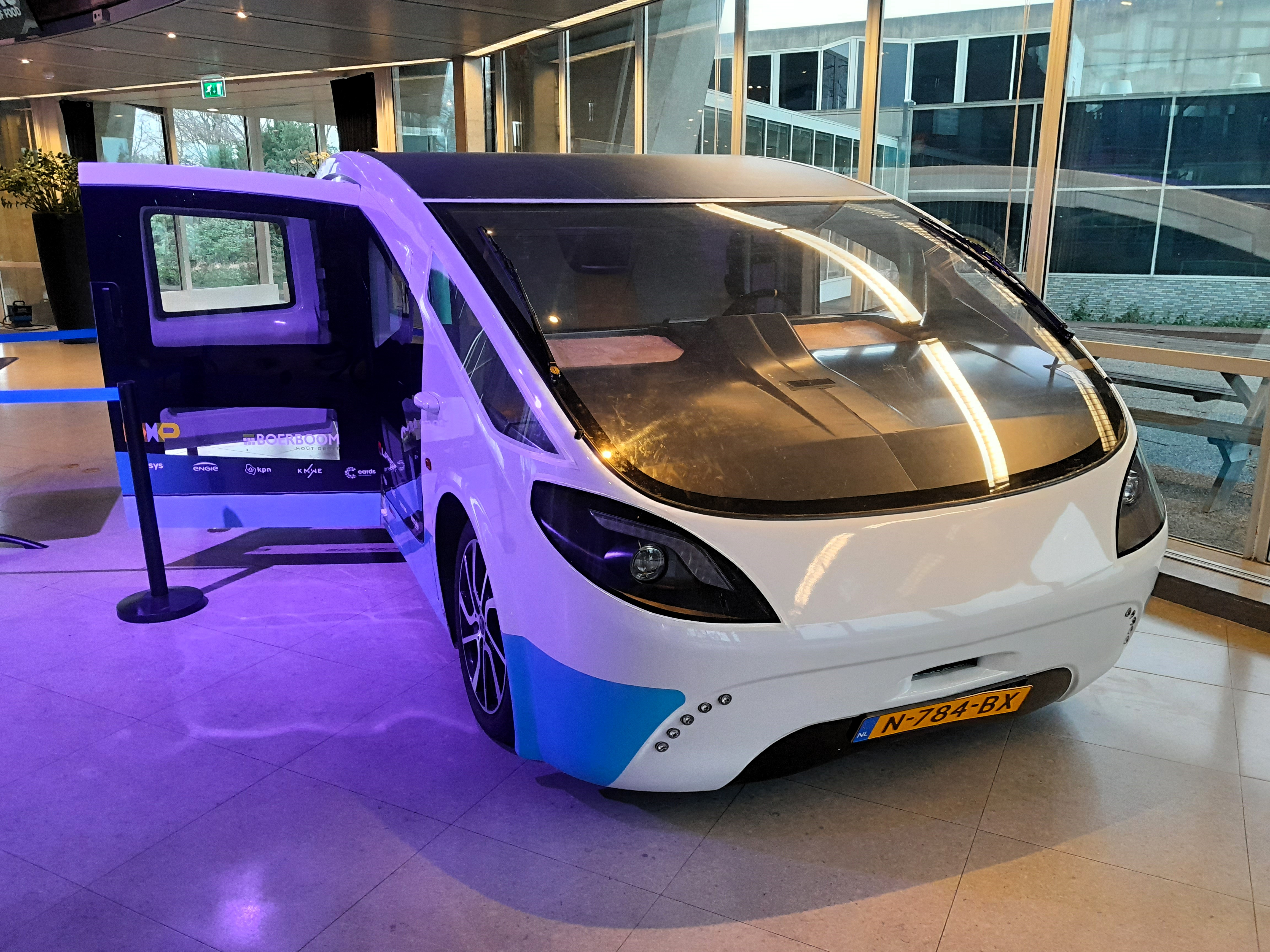
Stella Vita uit 2021 in het Evoluon